# 김정섭 (레슬링인)
김정섭(1975년 10월 11일 ~ )은 대한민국의 그레코로만형 레슬링 선수 로 남자 라이트헤비급에서 뛰었다. 김정섭은 아시안게임 ( 1998년 방콕, 2002년 부산, 2006년 도하 )에서 3개의 메달(금, 은, 동메달)을 획득했다. 그는 또한 2005년 중국 우한 아시아 레슬링 선수권 대회 와 2006년 카자흐스탄 알마티 아시아 레슬링 선수권 대회 에서 두 개의 금메달을 더 획득했다. 그 후 삼성생명 스포츠구단 레슬링부 소속으로 2000년 시드니 올림픽 58kg급 은메달리스트인 동생 김인섭의 지도와 훈련을 받있다.
김정섭은 2008년 베이징 하계 올림픽에 한국 대표로 참가하여 남자 84kg 급에 출전했다. 불행히도 그는 스웨덴의 아라 아브라하미안과의 예선 라운드 경기에서 3 세트 기술 점수 (1–3, 1–1, 1–1)와 분류 점수 1–3으로 패했다.